# 9 Cephei
9 Cephei (9 Cep / HD 206165 / HR 8279) és un estel variable de magnitud aparent mitjana +4,79 en la constel·lació de Cefeu. És un estel llunyà distant 2700 anys llum del Sistema Solar i membre de l'Associació estel·lar Cepheus OB2, a la qual també pertany la supergegant ν Cephei.
9 Cephei és una supergegant blava de tipus espectral B2Ib amb una temperatura efectiva de 19.300 K. Enormement lluminosa, radia 129.000 vegades més energia que el Sol —superant a Deneb (α Cygni) o la citada ν Cephei— i té un diàmetre 32 vegades més gran que el del Sol. Gira sobre si mateixa amb una velocitat de rotació projectada de 45 ± 7 km/s. És un estel massiu, sent la seva massa aproximadament 12 vegades major que la massa solar i perd massa estel·lar a raó de 2,7 × 10-7 masses solars cada any.
9 Cephei és una variable Alfa Cygni —classe de variables que experimenten pulsacions no radials en la seva superfície—, sent una de les més brillants d'aquesta classe. La seva lluentor oscil·la 0,09 magnituds sense que existeixi un període conegut. Per això rep la denominació, quant a estel variable, de V337 Cephei.